# Frances de la Tour

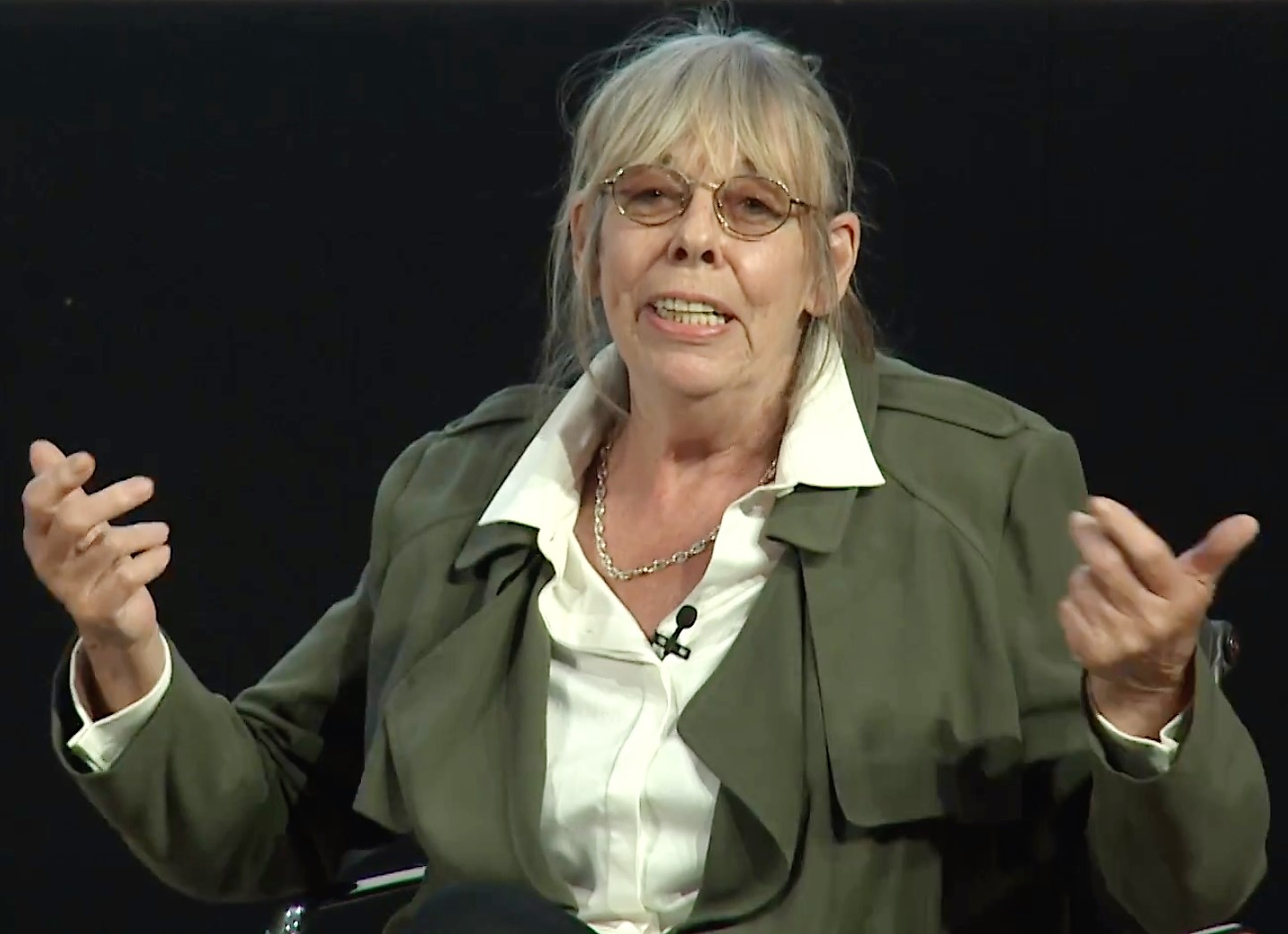
Frances de la Tour, 2016

Frances de la Tour (* 30. Juli 1944 in Bovingdon, Hertfordshire, England) ist eine britische Schauspielerin mit französischen Vorfahren.

## Leben
Frances de la Tour ist die Tochter von Moyra (geb. Fessas) und Charles de la Tour. Sie besuchte das französische Mädchengymnasium Lycée Français in London und die Schauspielschule Drama Centre London. Im Anschluss wurde sie 1965 Mitglied der Royal Shakespeare Company (RSC) wo sie bei Michel Saint-Denis lernte. Die nächsten sechs Jahre übernahm sie Rollen in vielen Stücken, wobei diese immer größer wurden. Zu ihren Theaterrollen zählen Hoyden in Der Rückfall und die gefährdete Tugend von John Vanbrugh sowie Helena in Peter Brooks Fassung von William Shakespeares Ein Sommernachtstraum.
Seit den 1970ern ist Frances de la Tour auch als Fernseh- und Leinwandschauspielerin tätig. In Großbritannien machte sie sich ab 1974 durch ihre Hauptrolle in der Sitcom Rising Damp einen Namen. International bekannt machte sie unter anderem die Rolle der französischen Schulleiterin Olympe Maxime in Harry Potter und der Feuerkelch.
Frances de la Tour ist die Schwester des Schauspielers und Drehbuchautors Andy de la Tour und war kurzzeitig verheiratet mit dem Dramatiker Tom Kempinski. Sie hat einen Sohn und eine Tochter. Sie ist Sozialistin und engagierte sich in den 1970ern politisch bei der Vorläuferin der Socialist Equality Party, der Workers Revolutionary Party.

## Auszeichnungen
Für ihre Bühnenrollen wurde de la Tour mit drei Laurence Olivier Awards ausgezeichnet. Im Jahr 2006 wurde sie in den USA mit dem Tony Award in der Kategorie Beste Schauspielerin in einer Nebenrolle für ihren Part der Mrs. Lintott in der Broadway-Inszenierung von Alan Bennetts The History Boys ausgezeichnet. 2007 wurde de la Tour für den gleichen Part in der Verfilmung des Theaterstückes für den British Academy Film Award nominiert, der Preis ging jedoch an Jennifer Hudson.

## Filmografie (Auswahl)

### Kino
- 1970: Haferbrei macht sexy (Every Home Should Have One)
- 1976: Die Braut des Satans (To the Devil a Daughter)
- 1990: Strike It Rich
- 1999: Der Kirschgarten (The Cherry Orchard)
- 2005: Harry Potter und der Feuerkelch (Harry Potter and the Goblet of Fire)
- 2006: Die History Boys – Fürs Leben lernen (The History Boys)
- 2009: Der Nussknacker (The Nutcracker in 3D)
- 2010: The Book of Eli
- 2010: Alice im Wunderland (Alice in Wonderland)
- 2010: Harry Potter und die Heiligtümer des Todes – Teil 1 (Harry Potter and the Deathly Hallows: Part 1)
- 2011: Hugo Cabret (Hugo)
- 2012: Private Peaceful – Mein Bruder Charlie (Private Peaceful)
- 2013: Wrong Identity – In der Haut einer Mörderin (Trap for Cinderella)
- 2014: Into the Woods
- 2015: The Lady in the Van
- 2015: Im Himmel trägt man hohe Schuhe (Miss You Already)
- 2015: Survivor
- 2015: Mr. Holmes
- 2020: Die fantastische Reise des Dr. Dolittle (Dolittle, Stimme)
- 2020: Enola Holmes

### Fernsehfilme
- 1970: Country Dance
- 1970: Every Home Should Have One
- 1972: Our Miss Fred
- 1977: Wombling Free
- 1977: Maggie: It’s Me
- 1980: Rising Damp
- 1981: Duet for One
- 1985: Murder with Mirrors
- 1987: Clem
- 1991: Bejewelled
- 1993: Genghis Cohn
- 2017: Man in an Orange Shirt

### Fernsehserien
- 1971: The Marty Feldman Comedy Machine
- 1974–1976: Play for Today (zwei Episoden)
- 1974–1978: Rising Damp (24 Episoden)
- 1976: Crown Court (eine Episode)
- 1977: The Galton & Simpson Playhouse (eine Episode)
- 1978: Leave It to Charlie (eine Episode)
- 1980: Flickers
- 1982: ITV Playhouse (eine Episode)
- 1983: The Bounder (eine Episode)
- 1984: Ellis Island
- 1986: Unnatural Causes (eine Episode)
- 1988: A Kind of Living (eine Episode)
- 1993: Every Silver Lining
- 1993: Stay Lucky (eine Episode)
- 1994: Downwardly Mobile
- 1996: Cold Lazarus (vier Episoden)
- 1997: The History of Tom Jones, a Foundling (fünf Episoden)
- 1998: Heartbeat (Episode 7x18)
- 2003: Born and Bred (eine Episode)
- 2004: Agatha Christie’s Poirot – Tod auf dem Nil (Death on the Nile)
- 2004: Waking the Dead – Im Auftrag der Toten (eine Episode)
- 2005: Sensitive Skin (eine Episode)
- 2006: Agatha Christie’s Marple (eine Episode)
- 2006: New Tricks – Die Krimispezialisten (eine Episode: Old Dogs)
- 2006: 3 lbs (eine Episode)
- 2013–2016: Vicious (14 Episoden)
- 2016: The Collection (8 Episoden)
- 2016: Outlander (4 Episoden)
- 2018: Jahrmarkt der Eitelkeiten (Miniserie, drei Episoden)
- 2021: The Prince (Stimme Queen Elizabeth II.)
- seit 2021: Professor T.